# Пуговкін Михайло Іванович
Миха́йло Іва́нович Пу́говкін (рос. Михаи́л Ива́нович Пу́говкин; 13 липня 1923, Рамешки, Костромська область, Російська РФСР — 25 липня 2008, Москва, Росія) — радянський та російський актор театру і кіно, народний артист СРСР. Один з найвидатніших акторів в історії кінематографа СРСР.

## Біографія
В 1936 році сім'я актора переїхала до Москви. В Москві Михайло влаштувався на Московський гальмівний завод імені Кагановича учнем електромонтера. Після роботи відвідував драматичний гурток у клубі імені Каляєва.
Після однієї із вистав драматичного гуртка Михайла помітив заслужений діяч мистецтв РРФСР режисер Федір Каверін, що очолював тоді Московський драматичний театр, та запросив його у професійний театр. Так, з 16 років Михайло потрапив у Московський драматичний театр на Сретенці, де пропрацював з 1939 до 1941 року артистом допоміжного складу.
В 1940 році сімнадцятирічного юнака помітив відомий кінорежисер Рошаль Л. В. та запросив знятися у картині «Справа Артамонових». Це був дебют Пуговкіна в кіно. Йому дісталася невелика роль купця Степаші Барського, що намагається перетанцювати головного героя на весіллі.
Знімання цього епізоду закінчилась 22 червня 1941 року, в перший день німецько-радянської війни. А через два дні, додавши рік, Михайло пішов добровольцем на фронт. Служив у 1147 стрілецькому полку розвідником. В жовтні 1942 року був важко поранений в ногу під Ворошиловградом і комісований з фронту. Нагороджений орденом Вітчизняної війни II ступеню.
В 1943 році працював в Російському драматичному театрі, де головним режисером був Народний артист РРФСР Горчаков Микола Михайлович. Там Пуговкін зіграв першу у своєму житті головну роль Петра Огонькова в п'єсі «Москвичка».
24 вересня 1943 року Михайло Пуговкін відправився проходити конкурсні випробування в Школу-студію при МХАТі.
Не маючи освіти (закінчив свого часу тільки три класи сільської школи), був прийнятий на курс Івана Михайловича Москвіна та став його улюбленим учнем.
На другому курсі Михайло Пуговкін не зміг здати заліки з марксизму, історії та французької мови, через що був відрахований зі Школи-студії. В 1944 році військкоматом був призваний на військову службу в Друге Горьківське танкове училище.
Начальник училища генерал Равенський Федір Миколайович, що любив мистецтво, призначив Михайла відповідальним за самодіяльність училища, та завдяки цьому Пуговкін повернувся в Школу-студію МХАТ.
Після навчання в Школі-студії МХАТ (1945—1947), Пуговкін поїхав в Драматичний театр Північного Флоту міста Мурманськ всього на один сезон, де успішно зіграв чотири ролі.
У 1948—1949 роках один сезон пропрацював в театрі російської драми у м. Вільнюс.
Потім Пуговкін повертається до Москви, де з'являється відразу в трьох театрах, але вирішує залишитись працювати в театрі Ленінського комсомолу, там головним режисером був Берсеньєв Іван Миколайович, якого Михайло знав по студентських роботах. В цей час Пуговкін вже постійно знімався в кіно.
Популярність в кіно прийшла після фільмів «Солдат Іван Бровкін», «Земля і люди», «Дівчина з гітарою».
Пропрацювавши в Театрі Ленінського комсомолу вісім років (1949—1958), Пуговкін твердо вирішує присвятити свою творчість кінематографу, і в 1960 році вже остаточно залишає театр заради кіно.
З 1960 по 1978 рік Пуговкін працює кіноактором при студії «Мосфільм», потім з 1978 по 1991 рік — кіноактором студії ім. М. Горького, багато знімається в кінофільмах та постійно їздить по країні з творчими зустрічами з глядачами. Ролі Пуговкіна за цей час дуже різні: бюрократи, підлабузники та інші.
Найкращим часом своєї творчості актор вважає роботу у Леоніда Гайдая (шість фільмів підряд), Андрія Тутишкіна «Весілля в Малинівці» та «Шельменко-денщик», а також у великого казкаря Олександра Роу (чотири ролі королів і царів).
Актор також знявся більш ніж у десяти кіножурналах «Фітіль» і в декількох дитячих журналах «Єралаш».
У липні 1991 року Михайло Пуговкін переїхав на постійне місце проживання в Крим в місто Ялту, де організував Центр Михайла Пуговкіна, їздив на виступи та творчі зустрічі в Криму. 
У 1997 році отримав українське громадянство.
У 1999 році повернувся в Москву, працював у власному «Кіноцентрі Михайла Пуговкіна» в Сокольниках.
У 2006 році брав участь у створенні книги «Автограф століття». Поставив там свій автограф в кожному екземплярі цієї книги, що вийшла накладом 250 екземплярів.
За роки творчої кар'єри актор знявся в 101 кінофільмі.

## Нагороди та досягнення
- Лауреат Всесоюзного кінофестивалю в номінації «Премії за акторську роботу» за 1968 рік
- Народний артист СРСР (1988)
- В 1997 на честь нього названа одна з малих планет — 4516 Пуговкін.

## Фільмографія
1. 1941 — Справа Артамонових — купець Степан Барський
2. 1943 — Кутузов — солдат Федя
3. 1944 — Весілля — купець
4. 1946 — Неспокійне господарство — льотчик
5. 1949 — Кубанські козаки — колгоспник
6. 1952 — Максимко — матрос Артюхін
7. 1953 — Адмірал Ушаков — Пирожков
8. 1953 — Кораблі штурмують бастіони — Пирожков
9. 1954 — Школа мужності — матрос Шмаков
10. 1954 — Вірні друзі
11. 1954 — Ми з вами десь зустрічалися — міліціонер
12. 1955 — Крах емірату — анархіст
13. 1955 — Доброго ранку — продавець
14. 1955 — Родимі плями
15. 1955 — Солдат Іван Бровкін — Захар Силич
16. 1955 — Одного чудового дня
17. 1955 — Земля і люди — Гришко Хват
18. 1956 — Брати
19. 1956 — Ілля Муромець — Розумей
20. 1957 — Правда — Боженко
21. 1957 — Степан Кольчугін — шахтер
22. 1958 — Іван Бровкін на цілині — Захар Силич
23. 1958 — Олеко Дундич — солдат
24. 1958 — Справа «строкатих» — Сафрон Ложкін
25. 1958 — Дівчина з гітарою — електрик
26. 1959 — Травневі зірки — старшина Іванов
27. 1959 — Снігова казка
28. 1960 — Фортеця на колесах — комендант
29. 1960 — Їм було дев'ятнадцять — старшина Баба
30. 1961 — Дівчата — комендант
31. 1961 — Серце не прощає — ветеринар Конков
32. 1961 — З Днем народження! — міліціонер
33. 1962 — Черемушки — пожежний
34. 1962 — Дивак-людина — голова колгоспу
35. 1962 — Хід конем — агроном Померанцев
36. 1963 — Суд іде! — голова колгоспу
37. 1963 — Пропало літо — експедитор
38. 1963 — Штрафний удар — Кукушкін
39. 1963 — Великий фітиль — пасажир поїзда
40. 1963 — Короткі історії
41. 1964 — Сумка, повна сердець — льотчик
42. 1965 — Нескорений батальйон — полковник
43. 1965 — Дайте книгу скарг — гравець в доміно
44. 1965 — Сплячий лев — міліціонер
45. 1965 — Над нами Південний хрест
46. 1965 — Операція «И» та інші пригоди Шурика — Виконроб
47. 1965 — Мандрівник з багажем — таксист
48. 1965 — Перший день свободи — Григорій, ад'ютант полковника Давидова
49. 1967 — Весілля в Малинівці — Яшка-артилерист
50. 1967 — Його звали Роберт — кадровик Кнопкін
51. 1967 — Варвара-краса, довга коса — цар Єремей
52. 1968 — Придатний до нестройової — старшина Качура
53. 1968 — Помилка резидента
54. 1968 — Вогонь, вода та... мідні труби — Цар
55. 1969 — Якщо є вітрила — боцман Дудка
56. 1969 — Викрадення — Міліціонер
57. 1971 — Факір на годину — постачальник
58. 1971 — Шельменко-денщик — Шельменко-денщик
59. 1971 — 12 стільців — панотець Федір
60. 1972 — Золоті роги — Отаман
61. 1973 — Іван Васильович змінює професію — режисер Якін
62. 1973 — Немає диму без вогню
63. 1974 — Нейлон 100 % — адміністратор
64. 1974 — Зірка екрану — директор Дудкін
65. 1974 — Незнайомий спадкоємець — Кузнецов
66. 1975 — Фініст — Ясний Сокіл — Воєвода
67. 1975 — Не може бути! — Горбушкін
68. 1976 — Русалонька — Губастий
69. 1976 — Два капітани — Гаер Кулій, вітчим Сані
70. 1977 — Є ідея! — сусід
71. 1978 — Нові пригоди капітана Врунгеля — Капітан Врунгель
72. 1979 — Ах, водевіль, водевіль... — Михайло Лисичкін
73. 1979 — Клуб самогубців, або Пригоди титулованої особи — садівник Реберн
74. 1980 — За сірниками — пристав
75. 1980 — Лялька-Руслан і його друг Санька — Батько Ляльки
76. 1980 — У матросів немає питань — метрдотель
77. 1980 — Ліс (фільм) — Восьмибратов
78. 1981 — Незрівняний Наконечников
79. 1981 — Шостий — Миронич
80. 1982 — Срібне ревю — уніформіст
81. 1982 — Спортлото-82 — Олександр Олександрович Мурашко
82. 1983 — Без особливого ризику — генерал Грановський
83. 1983 — Наказано взяти живим — Рябоконь
84. 1983 — Одружений парубок — Василь Петрович Булавін
85. 1984 — Єгорка — боцман Тапарщук
86. 1984 — Дорога до себе — Яків Іванович (роль озвучена іншим актором)
87. 1985 — Людина з акордеоном — сусід
88. 1986 — На золотому ґанку сиділи — Цар Федот
89. 1986 — Шкідлива неділя — батько героя
90. 1987 — Візит до Мінотавра — Мельник
91. 1987 — Цирк приїхав
92. 1988 — Артистка з Грибова — батько
93. 1989 — Під куполом цирку — художній керівник
94. 1991 — Болотяна street, або Засіб проти сексу — керуючий будинком
95. 1992 — Постріл у труні — мафіозі
96. 1994 — Панове артисти — чиновник
97. 1996 — Коханці вмирають — дід Вася
98. 1998 — Старі пісні про головне 3 — Карп Савельєвіч Якін, кінорежисер
99. 2000 — Бременські музиканти & Co — король
100. 2003 — Тоталізатор (Серіал)
101. 2004 — Діаманти для Джульєтти — дідусь

## Вшанування

### Пам'ятники актору
- Отцю Федору з 12 стільців Ільфа та Петрова у виді Михайла Пуговкіна з чайником. Встановлений в 2005 році на першій платформі Південного вокзалу міста Харкова.

### Названі на честь
- астероїд 4516 Пуговкін[6].